# Theta Cephei
Theta Cephei o Al Kidr (θ Cep, θ Cephei), es una estrella blanca tipo A con una magnitud aparente de +4.21 en la constelación de Cefeo. 
Theta Cephei es una estrella binaria espectroscópica situada aproximadamente a 135 años luz.
La tradición astrológica árabe nombra a esta estrella junto a η Cep como Al Kidr de significado desconocido.
En chino, 天鈎 (Tiān Gōu), significa el gancho celeste, refiriéndose a un asterismo formado por las estrellas 4 Cephei, HD 194298, η Cephei, α Cephei, ξ Cephei, 26 Cephei, ι Cephei and ο Cephei. En consecuencia, θ Cephei, es conocida como 天鈎三 (Tiān Gōu sān, en español: La tercera estrella del gancho celeste.).